# Xabi Irureta
Xabier Iruretagoiena Arantzamendi, ou simplesmente Xabi Irureta é um futebolista espanhol de origem basca que atua como goleiro. Atualmente defende o San Sebastián Reyes.

## Carreira
Natural de Ondárroa, Biscaia, Xabi jogou suas primeiras partidas profissionais pelo Real Unión na temporada 2005–06, pela Segunda División B. No inverno de 2006 se transferiu ao Aurrerá Ondarroa.
Em julho de 2007, Xabi se transferiu ao Eibar, sendo inicialmente inserido na equipe reserva. Jogou sua primeira partida na principal em 30 de maio de 2009, como titular na derrota por 3 a 0 contra o Xerez, e jogou mais três partidas na temporada enquanto os Armeros foram rebaixados após terminar na 21ª posição.
Xabi foi definitivamente promovido ao time principal em julho de 2009. Em 2012–13 jogou 46 partidas (34 da liga), ajudando na promoção do Eibar ao segundo escalão após quatro anos de ausência.
Em 20 de fevereiro de 2014, Xabi renovou seu contrato com o clube por mais dois anos, que havia conseguido promoção à La Liga pela primeira vez na história. Fez seu début na competição em 24 de agosto, jogando como titular na vitória por 1 a 0 contra a Real Sociedad.

## Seleção nacional
Xabi teve sua primeira oportunidade pela seleção basca em 29 de dezembro de 2014, no amistoso contra a Catalunha, que terminou empatada em 1 a 1.